# Strictly Physical
Strictly Physical to drugi, studyjny album wydany przez niemiecki girlsband Monrose. Płyta została wyprodukowana przez Jiant, Adrian Newman, Remee, Snowflakers i Thomas Troelsen oraz wydany nakładem wytwórni Warner Music dnia 21 września 2007 roku. Pierwszym singlem z albumu był utwór „Hot Summer”, który ukazał się na rynku muzycznym 29 czerwca 2007 i zajął pozycje #1 w Niemczech, Austrii oraz Szwajcarii. Drugim singlem promującym krążek okazała się piosenka o tej samej nazwie co album, „Strictly Physical” wydana dnia 14 września 2007.

## Lista utworów
| #   | Tytuł | Czas |
| --- | --- | ---- |
| 1.  | „Dangerous” Tekst: T. Troelsen, Remee Produkcja: Thomas Troelsen, Remee | 3:18 |
| 2.  | „Hot Summer” Tekst: T. Troelsen, Remee Produkcja: Thomas Troelsen, Remee | 3:30 |
| 3.  | „Strictly Physical” Tekst: T. Hawes, P. Kirltey, C. Ballard, A. Murray, O. Mhondera Produkcja: Tim Hawes, Pete Kirltey, Christian Ballard, Andrew Murray, Obie Mhondera           | 3:40 |
| 4.  | „Rebound” Tekst: P. Martin, T. Harris, S. Lee Produkcja: Tim Hawes, Pete Kirtley                                                                                                  | 3:39 |
| 5.  | „What You Don’t Know” Tekst: A. Wollbeck, B. Mann, M. Lindblom Produkcja: Tim Hawes, Pete Kirltey, Christian Ballard, Andrew Murray, Obie Mhondera                                | 3:45 |
| 6.  | „Leading Me On” Tekst: H. Rustan, R. Jensen, P. Lidell, N. Harambasic, A. J. Wik, R. Svendsen Produkcja: Tim Hawes, Pete Kirltey, Christian Ballard, Andrew Murray, Obie Mhondera | 4:00 |
| 7.  | „Golden” Tekst: Grant Black, Kyösti Salokorpi Produkcja: Thomas Troelsen, Remee                                                                                                   | 3:07 |
| 8.  | „Sooner Or Later” Tekst: T. Troelsen, Remee Produkcja: Thomas Troelsen, Remee | 2:45 |
| 9.  | „Just Like That” Tekst: T. Kellett, R. Taylor-Firth, Remee, Peter Biker Produkcja: Remee, Peter Biker                                                                             | 4:19 |
| 10. | „Yesterday's Gone” Tekst: T. Hawes, P. Kirltey, C. Ballard, A. Murray Produkcja: Tim Hawes, Pete Kirltey, Christian Ballard, Andrew Murray, Obie Mhondera                         | 3:26 |
| 11. | „Burning” Tekst: T. Troelsen, Remee Produkcja: Thomas Troelsen, Remee | 4:06 |
| 12. | „Monrose Theme” Tekst: T. Troelsen, Remee, S. Guemmour, B. Kizil, M. Capristo Produkcja: Thomas Troelsen, Remee                                                                   | 3:46 |
| 13. | „Everybody Makes Mistakes” Tekst: C. Ballard, D. French, G. Black, A. Murray Produkcja: Tim Hawes, Pete Kirltey, Christian Ballard, Andrew Murray, Obie Mhondera                  | 3:55 |
| 14. | „Say Yes” (Utwór Bonusowy na Musicload.de) Tekst: H. Rustan, R. Jensen, N. Harambasic, A. J. Wik, R. Svendsen Produkcja: Remee                                                    | 3:53 |
| 15. | „Shame” (Międzynarodowy Utwór Bonusowy) Tekst: T. Hawes, P. Kirtley, C. Ballard, A. Murray Produkcja: Tim Hawes, Pete Kirltey, Christian Ballard, Andrew Murray                   | 3:30 |
| 16. | „Even Heaven Cries” (Single Version 2007) (Międzynarodowy Utwór Bonusowy) Writers: R. Nevil, P. Denker, L. Evans, J. Jeberg, J. Lumholt Produkcja: Thorsten Brötzmann             | 3:00 |

## Sample
- „Just Like That” sampel piosenki z roku 1996 „You’re Not Alone” zespołu Olive

## Muzyka
- Christian Ballard – perkusja
- Tim Hawes – gitara
- Pete Kirtley – bass
- Andrew Murray – keyboard
- Thomas Troelsen – keyboard

## Produkcja
- Producenci: Peter Biker, Jiant, Pete „Boxsta” Martin, Remee, Snowflakers, Thomas Troelsen
- Asystenci wokalni: Christian Ballard, Andrew Murray, Remee
- Kierownictwo: Andrew Lunch, Claus Üblacker, Hanif Wiliams
- Programista: Thomas Troelsen
- Mixy: Andreas Hviid, Jiant, Peter Mark, Mad Nilsson, Snowflakers

## Pozycje na listach
| Lista sprzedaży (2006)  | Najwyższa pozycja | Certyfikat |
| ----------------------- | ----------------- | ---------- |
| Austria Albums Chart    | 7                 | Złoto      |
| Niemcy Albums Chart     | 2                 | Złoto      |
| Szwajcaria Albums Chart | 6                 |            |